# Puchar Narodów Pacyfiku 2017
Puchar Narodów Pacyfiku 2017 – dwunasta edycja corocznego turnieju organizowanego pod auspicjami World Rugby dla drużyn z regionu Pacyfiku. Turniej odbył się pomiędzy 1 a 15 lipca 2017 roku i wzięły w nim udział trzy reprezentacje. Wraz z poprzednią edycją stanowił on część kwalifikacji do Pucharu Świata 2019.
Harmonogram rozgrywek został opublikowany pod koniec marca 2017 roku, jednocześnie wyznaczono też arbitrów zawodów. Składy zespołów.
W turnieju wzięły udział trzy reprezentacje rywalizujące systemem kołowym, a dwie czołowe drużyny z tabeli obejmującej łączne wyniki z edycji 2016 i 2017 uzyskały bezpośredni awans na Puchar Świata 2019. Wygrywając oba swoje spotkania w zawodach triumfowali Fidżyjczycy, a Tongijczycy okazali się lepsi od Samoańczyków. Do turnieju finałowego PŚ awansowały Fidżi i Tonga.

## Mecze
| 1 lipca 201715:00 | Tonga                                           | 30:26(17:16) | Samoa                                     | Teufaiva Sport Stadium, Nukuʻalofa Widzów: 10 000 Sędzia: Marius Mitrea |
| 1 lipca 201715:00 | Latu 5 (P) Takulua 20 (P 3pd 3K) Pakalani 5 (P) | 30:26(17:16) | Pisi 16 (2pd 4K) Levave 5 (P) Leiua 5 (P) | Teufaiva Sport Stadium, Nukuʻalofa Widzów: 10 000 Sędzia: Marius Mitrea |

| 8 lipca 201715:00 | Tonga                           | 10:14(3:3) | Fidżi                          | Teufaiva Sport Stadium, Nukuʻalofa Widzów: 12 000 Sędzia: Nick Briant |
| 8 lipca 201715:00 | Takulua 5 (pd K) Fisiihoi 5 (P) | 10:14(3:3) | Volavola 9 (3K) Nakarawa 5 (P) | Teufaiva Sport Stadium, Nukuʻalofa Widzów: 12 000 Sędzia: Nick Briant |

| 15 lipca 201719:30 | Samoa                      | 16:38(16:14) | Fidżi                                                             | Apia Park, Apia Sędzia: Paul Williams |
| 15 lipca 201719:30 | Pisi 11 (pd 3K) Lemi 5 (P) | 16:38(16:14) | Seniloli 15 (3P) Volavola 13 (5pd K) Vatubua 5 (P) Nakarawa 5 (P) | Apia Park, Apia Sędzia: Paul Williams |